# Poráč
Poráč (allemand : Rothenberg in der Zips) est un village de Slovaquie situé dans la région de Košice.

## Histoire
La première mention écrite du village remonte à 1358.

## Démographie

### Évolution de la population
| Année:               | 1994. | 2004.   | 2014.   | 2024.   |
| -------------------- | ----- | ------- | ------- | ------- |
| Nombre de personnes: | 982   | 1038    | 997     | 1011    |
| Différence:          |       | +5,70 % | -3,94 % | +1,40 % |

| Année:               | 2023. | 2024.   |
| -------------------- | ----- | ------- |
| Nombre de personnes: | 1009  | 1011    |
| Différence:          |       | +0,19 % |